# ファーガソン反射
ファーガソン反射(ファーガソンはんしゃ、英: Ferguson reflex)とは、子宮頚部や膣壁への加圧によって生ずる内分泌反射。産道に胎児 が入るなどで膣や子宮 が伸展されると反射的にオキシトシンの分泌 が高まり、子宮平滑筋の収縮力を高めて分娩を促す。人間に限らず、哺乳類全般で起こる。

## 原理
子宮頸管の内端に圧力が加わると、オキシトシンというホルモンが脳内から放出され、抹消組織に作用することで子宮平滑筋の収縮が促進されて、子宮頸管から排出しようとする圧迫力が増加する。この子宮収縮によりオキシトシンがまた放出されて、という循環が起こって分娩が促される。
オキシトシン自体は、脳内の視床下部で作られ、同じく脳内の下垂体後葉より分泌される。子宮頸部の伸展という感覚情報は、子宮から仙骨に至る神経叢を介して感覚ニューロンによって運ばれていき、内側前脳束を通って視床下部の室傍核 (PVN) や視索上核 (SON) に情報が到達。この刺激を経て脳内に合成されたオキシトシンが下垂体後葉から放出され、子宮平滑筋に作用する。妊娠後期に入ると、エストロゲンとプロゲステロン比率の変化を引き金に、ホルモン発現をより促す受容体が子宮筋層に形成される。この変化は、プロゲステロン受容体Aの増加に起因する子宮筋層のプロゲステロン感受性低下と、エストロゲン受容体αの増加に起因する子宮筋層のエストロゲン感受性増大を、同時に誘発する。これが子宮筋収縮を引き起こし、反射に対してさらなる正のフィードバックが生じる。

## 研究
もともとファーガソン反射は、麻酔をかけたウサギで研究されていた 。雌羊の研究では、硬膜外麻酔によって反射が遮断されることが判明し、後年のマウス研究で、ファーガソン反射における皮質影響の重要性が実証された。 英語圏では「胎児排出反射（fetus ejection reflex）」という用語も導入されて、話題となった（日本でこの語はほぼ使われていない）。
ファーガソン反射に皮質が影響するという概念は、高い脳化指数が特徴であるヒトの分娩手順に関する質問を提起するきっかけとなった。オダン（en:Michel Odent） は、例外的にまれな状況で、自発的に動ける余地もないほど強力な緊縮の短い一連が過ぎた後、女性が時折このような出産を特徴とする反射を経験するのを観察した。そうしたホルモンの滝連鎖が発現するためには十分な心理的安息が必要であり、正常もしくは平穏な出産時に起こるのである。出産誘導や帝王切開のような介入率が高いほど、ファーガソン反射が起こる可能性は低くなる。 対照的に、家庭出産率が高い国や各国のお産センターのように介入発生率が低いほど、ファーガソン反射が起こる可能性はより高くなる。